# Sergio Kerusch
Sergio Kerusch (Memphis, 16 gennaio 1989) è un ex cestista statunitense con cittadinanza tedesca.